# La Mort d'Hippolyte
La Mort d'Hippolyte est une idylle en dixains d'heptasyllabes de Tristan L'Hermite, publiée dans le recueil des Vers héroïques en 1648.

## Présentation

### Texte
La Mort d'Hippolyte est composée de trente-sept dixains d'heptasyllabes :
Tout à coup un mont liquide

Paraît au milieu des flots

Qui tient dans son flanc humide

Un nouveau tonnerre enclos.

De cette masse animée,

Des tourbillons de fumée

S'élèvent à tous moments

Et souvent, d'une ouverture,

Il sort une flamme obscure

Avec des mugissements.

À mesure qu'elle arrive,

Une surprenante horreur

Fait trembler toute la rive

D'une secrète terreur.

Mais bientôt elle se crève

Et vomit dessus la grève,

Sous la forme d'un taureau,

L'objet le plus redoutable

Et le plus épouvantable

Qui sortit jamais de l'eau.
Le lecteur ne peut manquer de relever « la ressemblance avec le récit de Théramène dans la Phèdre de Racine (1677) ».

### Publication
Napoléon-Maurice Bernardin situe la composition de cette « médiocre idylle » en 1637. La Mort d'Hippolyte est publiée dans le recueil des Vers héroïques en 1648.

## Postérité

### Éditions nouvelles
En 1960, Amédée Carriat reprend une partie de La Mort d'Hippolyte dans son Choix de pages de toute l'œuvre de Tristan.
Le poème est réédité en 2002 dans le tome III des Œuvres complètes de Tristan L'Hermite.

### Œuvres complètes
- Jean-Pierre Chauveau et al., Tristan L'Hermite, Œuvres complètes (tome III) : Poésie II, Paris, Honoré Champion, coll. « Sources classiques » (no 42), 2002, 736 p. (ISBN 978-2-745-30607-4)

#### Anthologies
- Amédée Carriat (présentation et annotations), Tristan L'Hermite : Choix de pages, Limoges, Éditions Rougerie, 1960, 264 p.

### Ouvrages cités
- Napoléon-Maurice Bernardin, Un Précurseur de Racine : Tristan L'Hermite, sieur du Solier (1601-1655), sa famille, sa vie, ses œuvres, Paris, Alphonse Picard, 1895, XI-632 p.
- Amédée Carriat, Tristan, ou L'éloge d'un poète, Limoges, Éditions Rougerie, 1955, 146 p.